# Politekhnitcheskaïa (métro de Saint-Pétersbourg)
Politekhnitcheskaïa (en russe : Политехни́ческая) est une station de la ligne 1 du Métro de Saint-Pétersbourg. Elle est située dans le raïon de Kalinine, à Saint-Pétersbourg en Russie. Elle dessert notamment l'Université polytechnique de Saint-Pétersbourg Pierre-le-Grand.
Mise en service en 1975, elle est desservie par les rames de la ligne 1 du métro de Saint-Pétersbourg.

## Situation sur le réseau

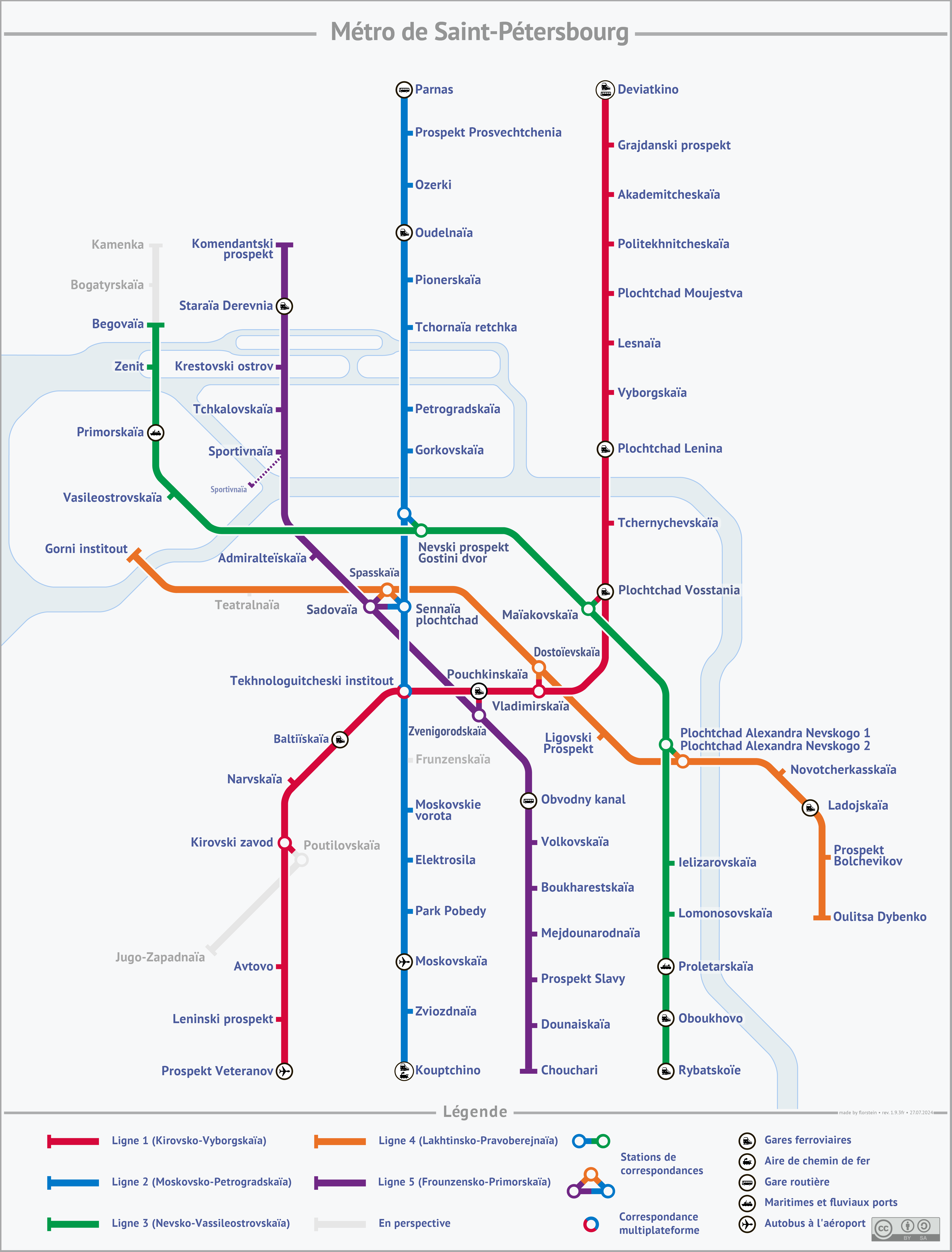
Plan du métro.

Établie en souterrain, à 67 mètres de profondeur, Politekhnitcheskaïa  est une station de passage de la ligne 1 du métro de Saint-Pétersbourg. Elle est située entre la station Akademitcheskaïa, en direction du terminus nord Deviatkino, et la station Plochtchad Moujestva, en direction du terminus sud Prospekt Veteranov.
La station dispose d'un quai central encadré par les deux voies de la ligne. 

## Histoire
La station Politekhnitcheskaïa est mise en service le 31 décembre 1975 lors de l'ouverture de la section de Lesnaïa à Akademitcheskaïa. Elle doit son nom à ce qui s'appelait alors Institut polytechnique de Leningrad.

## Service des voyageurs

### Accueil
Elle dispose, en surface, d'un pavillon d'accès, en relation avec le quai par un tunnel en pente équipé de trois escaliers mécaniques.

Installations
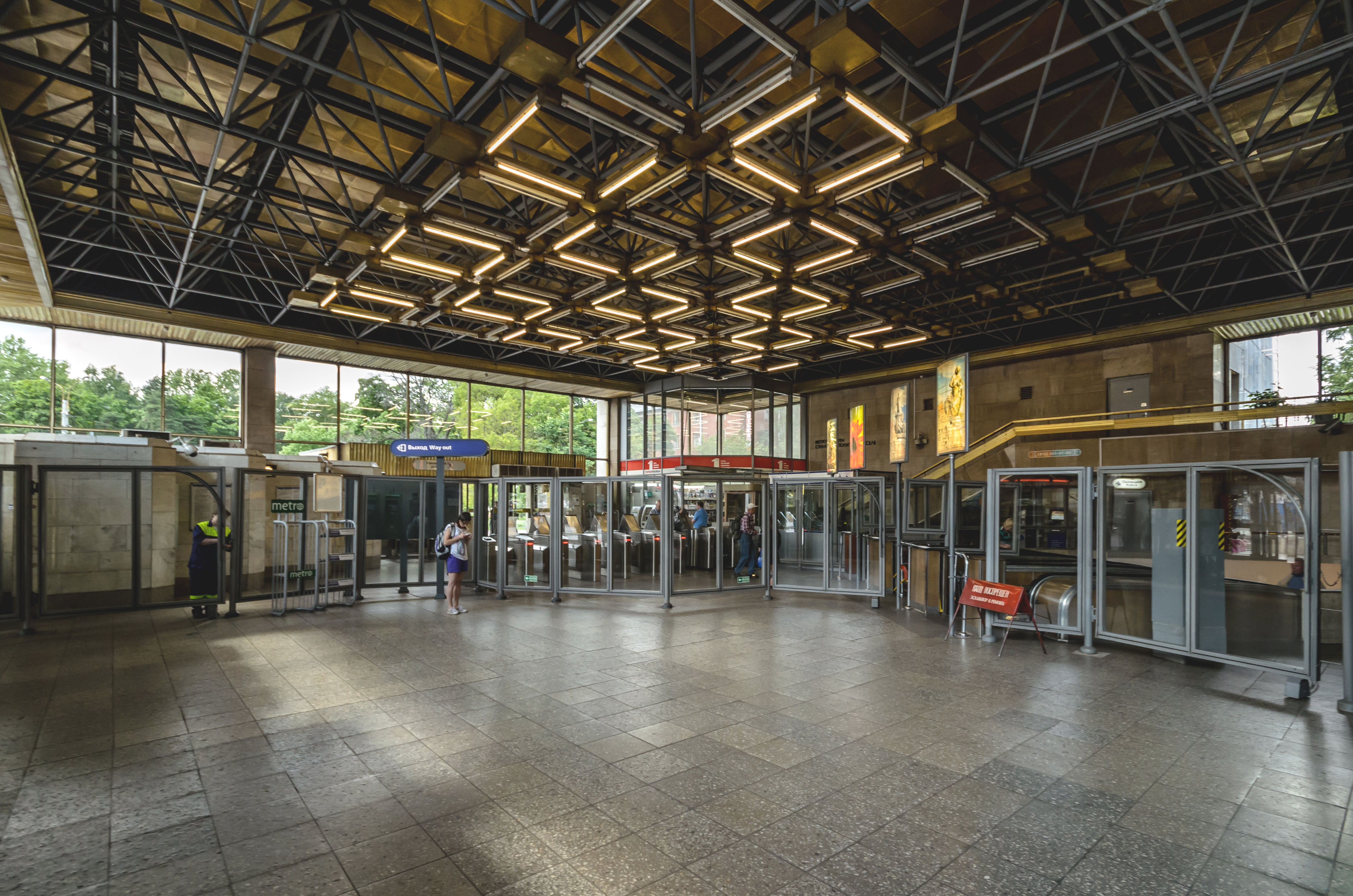
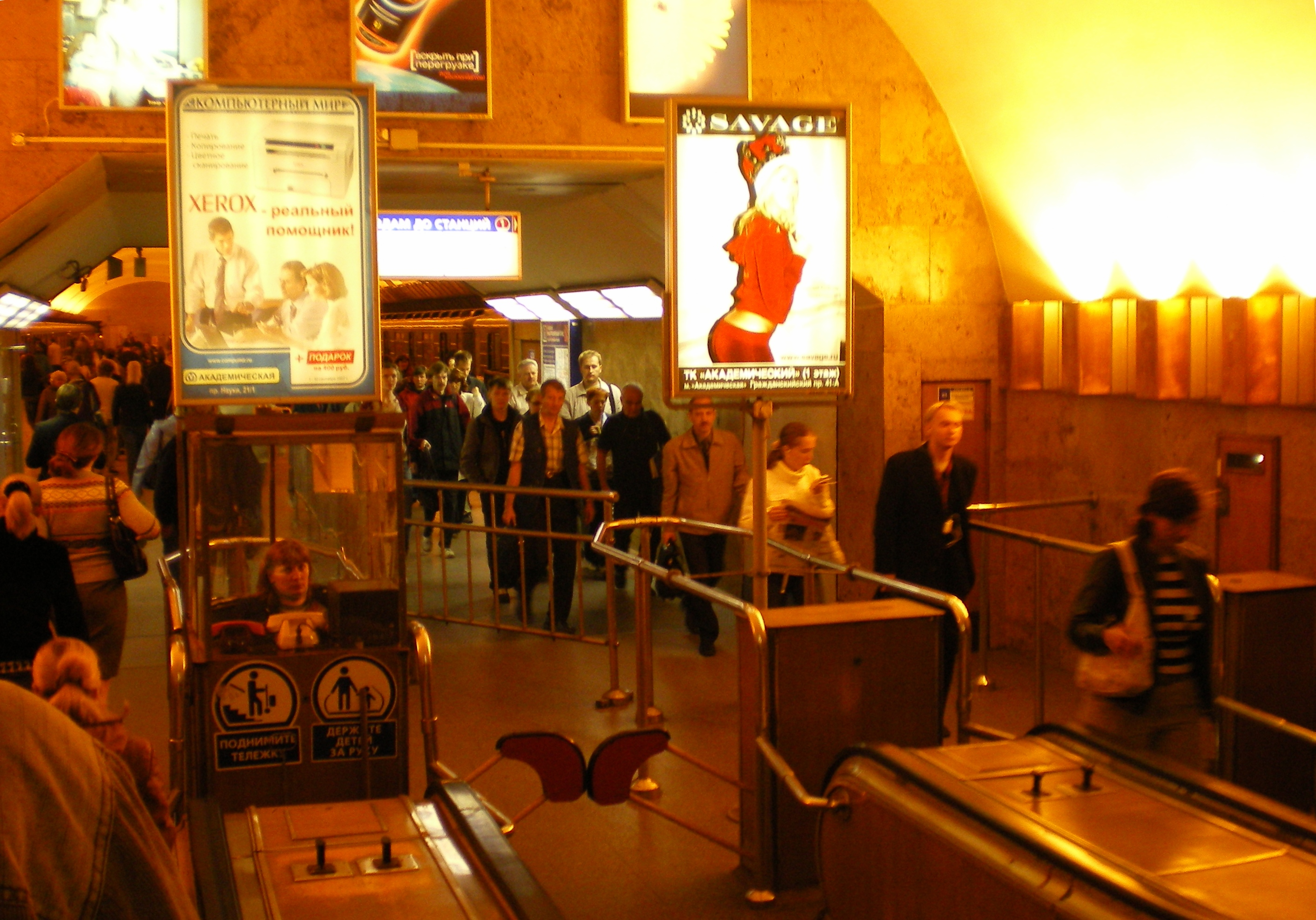
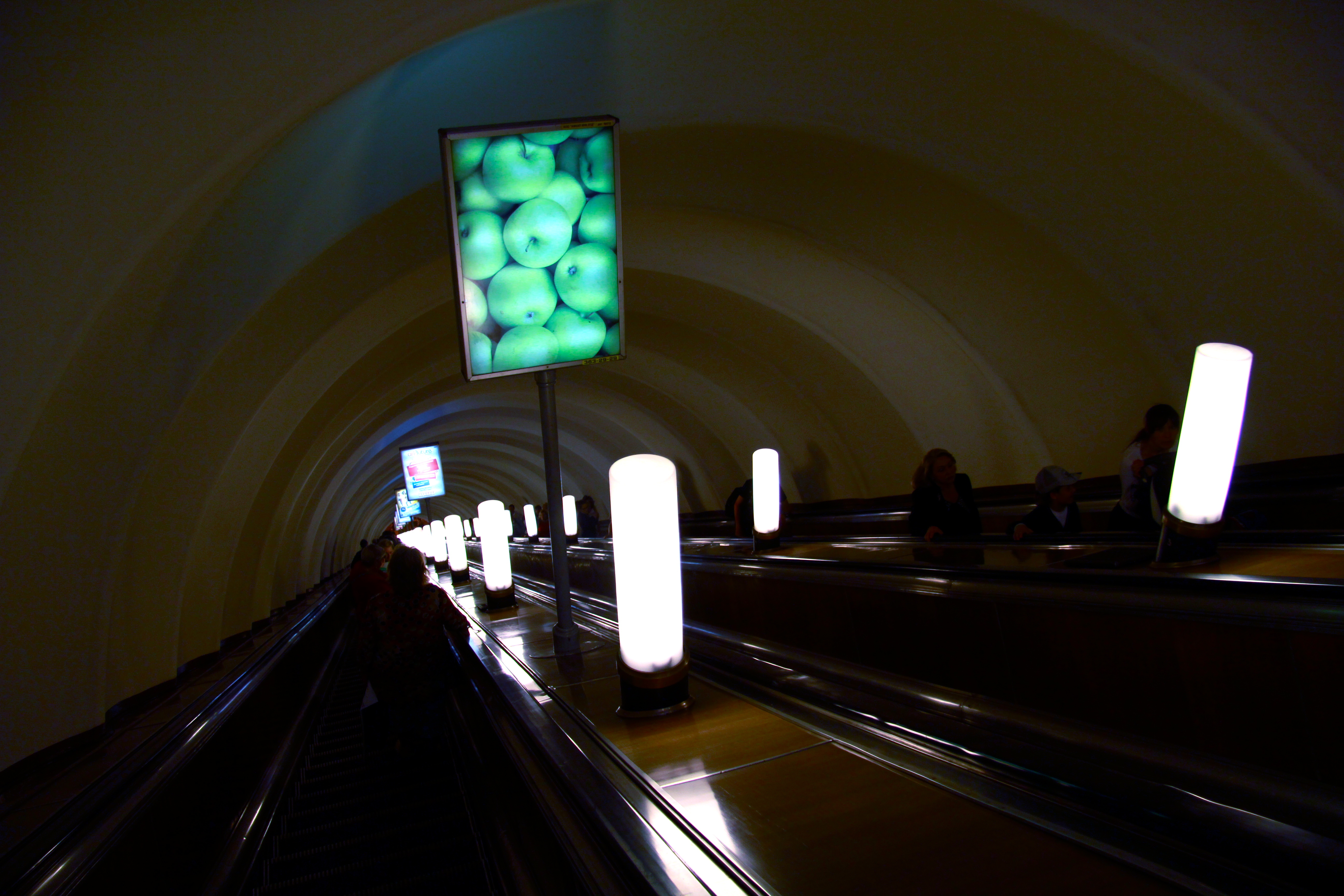

### Desserte
Politekhnitcheskaïa est desservie par les rames de la ligne 1 du métro de Saint-Pétersbourg.

Installations et desserte
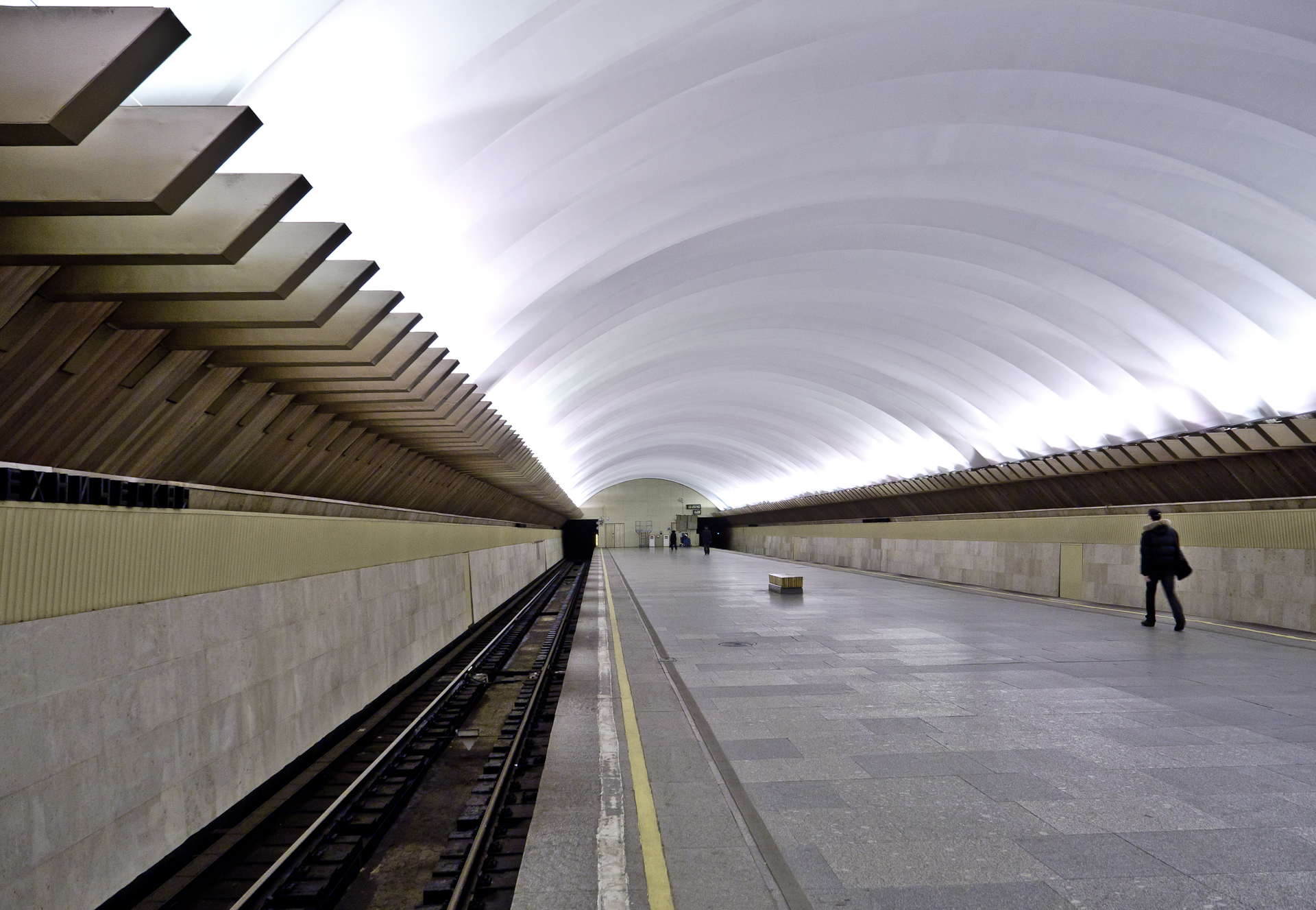
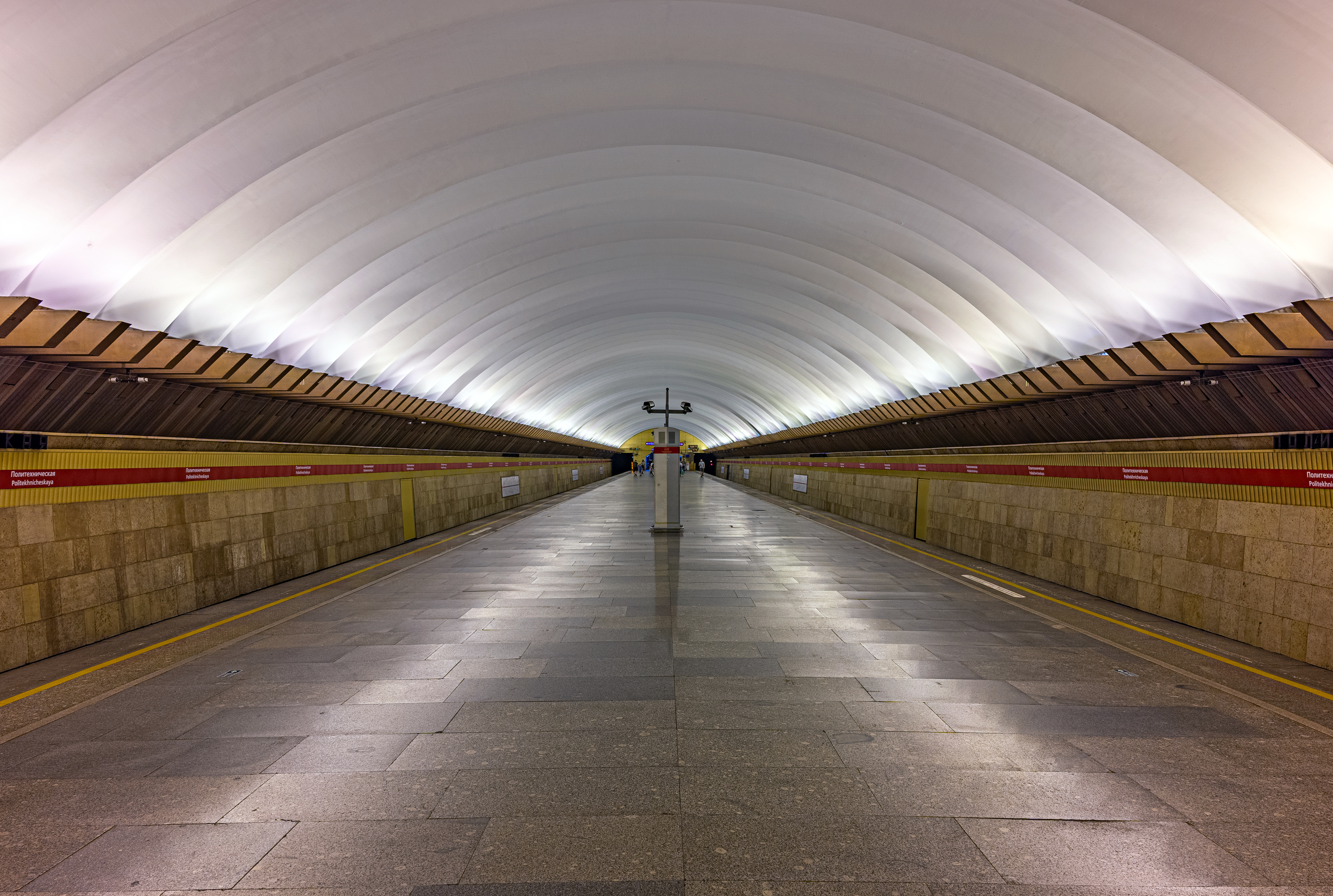
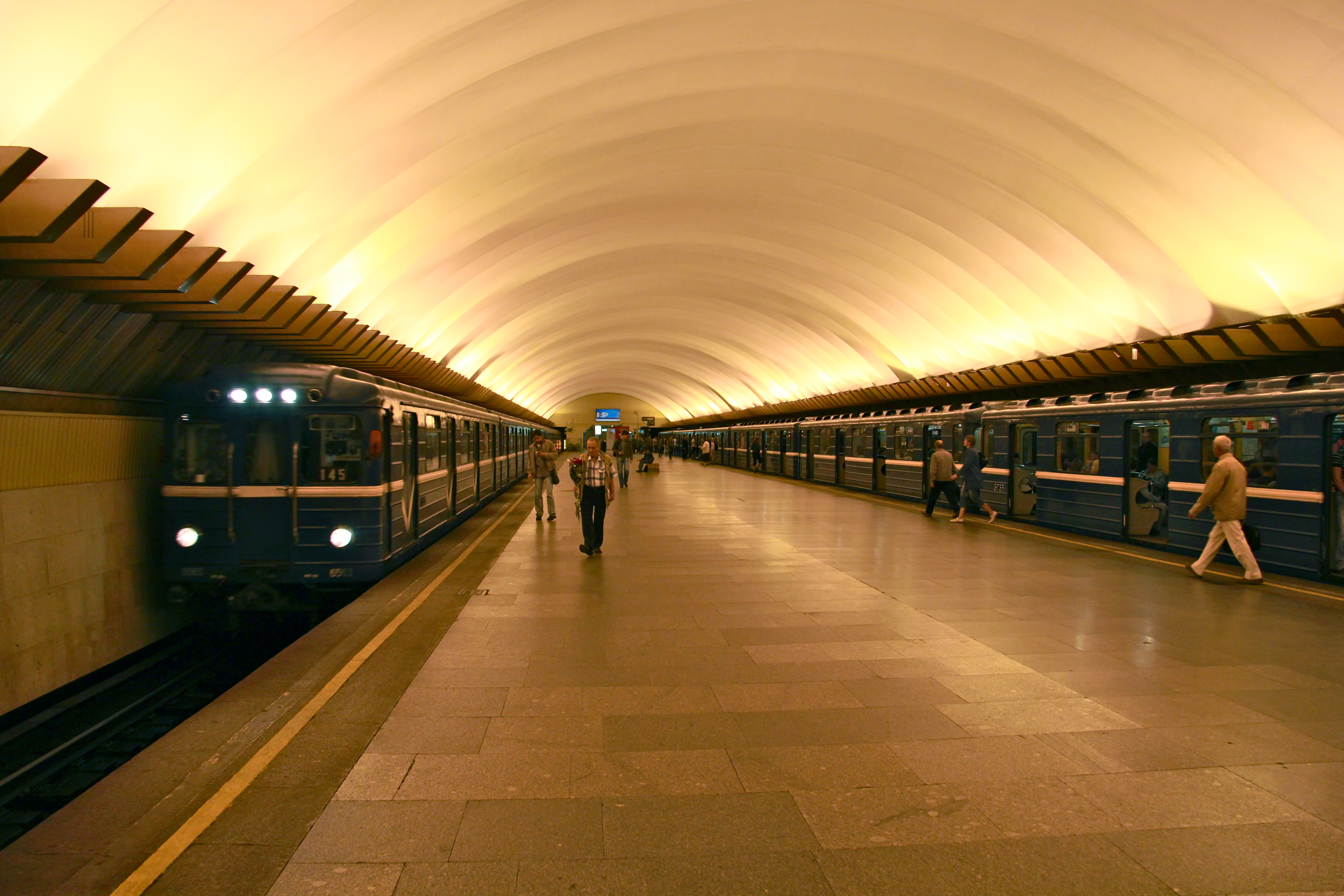

### Intermodalité
À proximité : une station du tramway de Saint-Pétersbourg est desservie par les lignes 38, 40, 55 et 61 ; un arrêt des trolleybus de Saint-Pétersbourg est desservie par les lignes 4, 13, 21, 34 et 50 ; et des arrêts de bus sont desservis par de nombreuses lignes.

## À proximité
- Université polytechnique de Saint-Pétersbourg Pierre-le-Grand.